# Bombolla Loop I

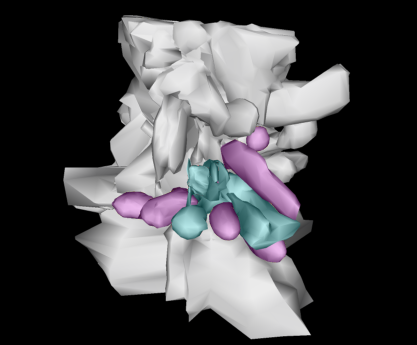
Representació 3D de la bombolla local (en gris) amb núvols moleculars veïns (en magenta) i una secció de la bombolla del bucle I (en cian).

La Bombolla Loop I és una cavitat en el medi interestel·lar (interstellar medium - ISM) del Braç d'Orió a la Via Làctia. Des del punt de vista del nostre Sol, està situat al centre galàctic de la Via Làctia. Diversos túnels connecten les cavitats de la Bombolla Local amb la Bombolla Loop I, anomenats "Túnel Lupus".
La Bombolla Loop I és un superbombolla que s'hi troba a una distància aproximada de 100 parsecs, o 330 anys llum del Sol. Es va generar per supernoves i vents estel·lars desenvolupats en l'associació estel·lar d'Scorpius-Centaurus, que està a uns 500 anys llum del Sol. Conté l'estel Antares (també conegut com Alfa Scorpii).